# Andropogon incurvatus
Andropogon incurvatus là một loài thực vật có hoa trong họ Hòa thảo. Loài này được Retz. mô tả khoa học đầu tiên năm 1789.